# 薩胡爾光鰓魚
薩胡爾光鰓魚（學名：Chromis sahulensis），又稱薩胡爾光鰓雀鯛，是輻鰭魚綱鱸形目雀鯛科光鰓魚屬的其中一種，分布於東印度洋澳洲東北部海域，深度15至80公尺，本魚體呈卵圓形且側扁，背頭、頸背、棘狀背鰭和背部呈黃棕色，兩側逐漸變成灰棕色，在最後背鰭條基部附近有一個明顯的馬鞍狀白斑，延伸到上尾柄，沿尾鰭上下緣有白色邊緣的褐色帶，背鰭硬棘13枚、背鰭軟條10-13枚、臀鰭硬棘2枚、臀鰭軟條9-11枚，體長可達6公分，棲息在礁石區，以浮游生物為食，繁殖期時成對出現，雄魚會守護卵直到孵化，生活習性不明。